# 花蓮縣私立海星高級中學
花蓮縣私立海星高級中學（英語：Stella Maris Ursuline High School，SMHS）是一所位於臺灣花蓮縣新城鄉的天主教私立綜合高中，簡稱海星高級中學、海星高中、海星中學、吳甦樂中學、海星或SMHS，舊稱海星女中或海女，該校之前身為天主教聖吳甦樂女修會創立於1959年之海星女子初級中學。

## 歷史
1950年代，費聲遠主教被羅馬教廷派駐花蓮；隨後，他與陸續前往當地的修女共同籌創學校。
1959年，私立海星女子初級中學創辦，只招收初中部女性學生。
1962年，改名為私立海星女子中學，增設高中部。
1969年，改名為私立海星中學；為配合國民教育實施及解決修生就學問題，自國中部、美工科增收男性學生。
1978年，附設幼稚園。
1980年，改名為臺灣省私立海星高級中學。
2006年，普通科一般班級增為五班，綜合高中維持六班，職業科停招。
2022年，該校籃球隊隊史首度晉級HBL高級中等學校籃球聯賽預賽。

### 校徽
該校校徽採用全世界吳甦樂會學校共同標誌。該標誌中之北斗七星是小熊座也是航海人辨認方向的重要依據，其音與吳甦樂Ursula相近，吳甦樂會Ursuline即出此字。Serviam是英文Service服務的拉丁字，十字架代表了信仰的宗教。其涵義期許吳甦樂會學校的學生，都能努力充實自己，把握人生方向，本著天主博愛服務的精神來服務人群。

### 創校人員
與費聲遠主教一同來台辦學的主要人員有：
- 1958年8月20日自法國抵達
  - 吳甦樂修女  (法國籍)
  - 秦愛梅修女
  - 黃雪文修女
  - 林綺雲修女 (自美國經法國)
- 1958年12月24日自英國抵達
  - 李伯納 (英國籍)
- 1959年9月10日自泰國抵達
  - 畢莉珊 (法國籍)
  - 喬琦 (法國籍)
- 1960年8月10日抵達
  - ＊貝蒂（比利時籍，自印尼抵達）
  - 許慧明  (自法國抵達)
- 1961年自法國抵達
  - 李蕙芝
  - 蕭學璇
  - 秦家懿
  - 劉愛月
- 1962年自法國抵達
  - 黃素秋
  - 巴倫 (法國籍)
  - M.de l'Immaculee Yan
- 1963年自美國抵達
  - 陳安琪
  - 王曉風
- 1963年自泰國抵達
  - 葛瑪利 (法國籍)
- 1964年自法國抵達
  - 李緒珍
- 1964年自泰國抵達
  - 柏丹納 (波蘭籍)
- 1965年自澳洲抵達
  - 華修女 (美國籍)

### 歷任校長
| 任次     | 姓名   | 就任時間  | 卸任時間  | 備註           | 學歷                                                          |
| -------- | ------ | --------- | --------- | -------------- | ------------------------------------------------------------- |
| 第一任   | 秦愛梅 | 1959年8月 | 1966年7月 | 修女兼創校校長 | 震旦大學教育系畢業                                            |
| 第二任   | 林綺雲 | 1966年8月 | 1968年7月 | 修女           | 紐盧霄大學數學系畢業 美國天主教大學教育碩士                   |
| 第三任   | 陳安琪 | 1968年8月 | 1970年7月 | 修女           | 紐盧霄大學數學系畢業 美國天主教大學教育碩士                   |
| 第四任   | 許慧明 | 1970年8月 | 1971年7月 | 修女           | 比利時魯明維特神學院教育碩士                                  |
| 第五任   | 陳安琪 | 1971年8月 | 1974年7月 | 修女           | 同第三任                                                      |
| 第六任   | 秦愛梅 | 1974年8月 | 1979年7月 | 修女           | 同第一任                                                      |
| 第七任   | 林綺雲 | 1979年8月 | 1981年7月 | 修女           | 同第二任                                                      |
| 第八任   | 戴志成 | 1981年8月 | 1986年7月 |                | 淡江文理學院商學系畢業                                        |
| 第九任   | 黃龍章 | 1986年8月 | 1989年7月 |                | 政治大學西語系畢業                                            |
| 第十任   | 王彩俶 | 1989年8月 | 1995年7月 | 修女           | 淡江文理學院西語系英文組畢業 芝加哥羅耀拉大學教育碩士         |
| 第十一任 | 藍振芳 | 1995年8月 | 2004年7月 |                | 淡江文理學院西語系英文組畢業 政治大學教育研究所教育行政組結業 |
| 第十二任 | 林福樹 | 2004年8月 | 2013年7月 |                | 國立臺灣師範大學化學系畢業 國立東華大學教育研究所碩士         |
| 第十三任 | 孔令堅 | 2013年8月 | 2021年7月 |                | 國立中央大學地球物理系畢業 國立東華大學教育研究所碩士         |
| 第十四任 | 陳海鵬 | 2021年8月 | 現任      |                | 國立臺灣大學法律學系畢業 國立政治大學教育研究所博士           |

## 校隊
<體育實驗班>
- 田徑隊
- 卡巴迪隊
- 男子籃球隊（2008年9月成立）
- 男子排球隊（2010年11月成立）
- 女子籃球隊（2020年9月成立）
- 女子排球隊
- 啦啦隊（榮獲多次全國啦啦隊錦標賽第一名）（已廢隊）[5][6]
- 羽球隊
- 網球隊
- 跆拳道隊
- 高爾夫球隊
- 偶劇隊（幼兒保育學程專屬，曾代表花蓮縣出賽榮獲2010年全國偶劇比賽甲等）（已廢隊）
- 合唱團（花蓮縣合唱比賽第一名，全國合唱比賽第一名）
- 原住民舞蹈隊（曾於2009年受邀至中國參加春晚表演節目）
- 男子棒球隊
- 管樂隊

## 相關機構
- 海星幼兒園
- 海星國民小學
- 海星高級中學附設國中部
- 文藻外語大學

## 姊妹校
- 日本：聖吳甦樂學院英智高等學校（參見： 聖吳甦樂學院英智小學校・中學校・高等學校（日语：聖ウルスラ学院英智小学校・中学校・高等学校））
- 日本：與那國町立中學校（日语：与那国町立与那国中学校）
- 日本：八戶聖吳甦樂學院高等學校（參見： 八戶聖吳甦樂學院中學校・高等學校（日语：八戸聖ウルスラ学院中学校・高等学校））

## 外部連結
- 花蓮縣私立海星高級中學 （页面存档备份，存于）